# Die Leute von der Shiloh Ranch/Episodenliste
Diese Episodenliste enthält alle Folgen der US-amerikanischen Fernsehserie Die Leute von der Shiloh Ranch.
Die Serie umfasst 249 Episoden in 9 Staffeln, sortiert nach der US-amerikanischen Erstausstrahlung.
Die Folgen 35 und 168 tragen denselben deutschen Titel Auf Bewährung, sind aber nicht identisch. Obwohl Folge 35 im deutschen Fernsehen ausgestrahlt wurde, ist sie auf der deutschen DVD nur in englischer Sprache enthalten.

## Übersicht
| Staffel | Episodenanzahl | Erstausstrahlung USA | Erstausstrahlung USA |
| Staffel | Episodenanzahl | Staffelpremiere      | Staffelfinale        |
| ------- | -------------- | -------------------- | -------------------- |
| 1       | 30             | 19. September 1962   | 1. Mai 1963          |
| 2       | 30             | 18. September 1963   | 6. Mai 1964          |
| 3       | 30             | 16. September 1964   | 21. April 1965       |
| 4       | 30             | 15. September 1965   | 20. April 1966       |
| 5       | 29             | 14. September 1966   | 12. April 1967       |
| 6       | 26             | 13. September 1967   | 20. März 1968        |
| 7       | 26             | 18. September 1968   | 9. April 1969        |
| 8       | 24             | 17. September 1969   | 18. März 1970        |
| 9       | 24             | 16. September 1970   | 24. März 1971        |

## Staffel 1
| Nr. (ges.) | Nr. (St.) | Deutscher Titel                     | Originaltitel            | Erstausstrahlung USA | Deutschsprachige Erstausstrahlung (D) |
| ---------- | --------- | ----------------------------------- | ------------------------ | -------------------- | ------------------------------------- |
| 1          | 1         | Der Henker                          | The Executioners         | 19. Sep. 1962        | 13. Jan. 1979                         |
| 2          | 2         | -                                   | Woman from White Wing    | 26. Sep. 1962        |                                       |
| 3          | 3         | Lynchjustiz                         | Throw a Long Rope        | 3. Okt. 1962         | 6. Jan. 1979                          |
| 4          | 4         | -                                   | The Big Deal             | 10. Okt. 1962        |                                       |
| 5          | 5         | Stunde der Bewährung                | The Brazen Bell          | 17. Okt. 1962        | 7. Feb. 1971                          |
| 6          | 6         | -                                   | Big Day, Great Day       | 24. Okt. 1962        |                                       |
| 7          | 7         | -                                   | Riff-Raff                | 7. Nov. 1962         |                                       |
| 8          | 8         | Die Pferdediebe                     | Impasse                  | 14. Nov. 1962        | 27. Jan. 1979                         |
| 9          | 9         | Hunderttausend Dollar Lösegeld      | It Tolls for Thee        | 21. Nov. 1962        | 29. Nov. 1970                         |
| 10         | 10        | -                                   | West                     | 28. Nov. 1962        |                                       |
| 11         | 11        | -                                   | The Devil's Children     | 5. Dez. 1962         |                                       |
| 12         | 12        | 50 Tage Staub und Schweiß           | Fifty Days to Moose Jaw  | 12. Dez. 1962        | 27. Dez. 1970                         |
| 13         | 13        | Der Komplize                        | The Accomplice           | 19. Dez. 1962        | 6. Juni 1971                          |
| 14         | 14        | -                                   | Man from the Sea         | 26. Dez. 1962        |                                       |
| 15         | 15        | Duell auf Shiloh                    | Duel at Shiloh           | 2. Jan. 1963         | 17. Jan. 1971                         |
| 16         | 16        | -                                   | The Exiles               | 9. Jan. 1963         |                                       |
| 17         | 17        | -                                   | The Judgement            | 16. Jan. 1963        |                                       |
| 18         | 18        | -                                   | Say Goodbye to All That  | 23. Jan. 1963        |                                       |
| 19         | 19        | -                                   | The Man Who Couldn't Die | 30. Jan. 1963        |                                       |
| 20         | 20        | -                                   | If You Have Tears        | 13. Feb. 1963        |                                       |
| 21         | 21        | -                                   | The Small Parade         | 20. Feb. 1963        |                                       |
| 22         | 22        | Eine rätselhafte Dame               | Vengeance Is the Spur    | 27. Feb. 1963        | 28. März 1971                         |
| 23         | 23        | Der Geldkäfig                       | The Money Cage           | 6. März 1963         | 18. Apr. 1971                         |
| 24         | 24        | Ein schwerer Fall für Richter Garth | The Golden Door          | 13. März 1963        | 23. Mai 1971                          |
| 25         | 25        | -                                   | A Distant Fury           | 20. März 1963        |                                       |
| 26         | 26        | Sam Harders Geheimnis               | Echo of Another Day      | 27. März 1963        | 24. Jan. 1971                         |
| 27         | 27        | Fremde in der Dämmerung             | Strangers at Sundown     | 3. Apr. 1963         | 10. Feb. 1979                         |
| 28         | 28        | -                                   | The Mountain of the Sun  | 17. Apr. 1963        |                                       |
| 29         | 29        | Von einer die auszog…               | Run Away Home            | 24. Apr. 1963        | 30. Mai 1971                          |
| 30         | 30        | Der letzte Schuss                   | The Final Hour           | 1. Mai 1963          | 4. Apr. 1971                          |

## Staffel 2
| Nr. (ges.) | Nr. (St.) | Deutscher Titel                  | Originaltitel                     | Erstausstrahlung USA | Deutschsprachige Erstausstrahlung (D) |
| ---------- | --------- | -------------------------------- | --------------------------------- | -------------------- | ------------------------------------- |
| 31         | 1         | Der Rächer                       | Ride a Dark Trail                 | 18. Sep. 1963        | 3. März 1979                          |
| 32         | 2         | -                                | To Make This Place Remember       | 25. Sep. 1963        |                                       |
| 33         | 3         | -                                | No Tears for Savannah             | 2. Okt. 1963         |                                       |
| 34         | 4         | -                                | A Killer in Town                  | 9. Okt. 1963         |                                       |
| 35         | 5         | Auf Bewährung                    | The Evil That Men Do              | 16. Okt. 1963        | 22. Nov. 1970                         |
| 36         | 6         | Zwei Duelle                      | It Takes a Big Man                | 23. Okt. 1963        | 3. Okt. 1971                          |
| 37         | 7         | Bruder Thaddeus                  | Brother Thaddeus                  | 30. Okt. 1963        | 14. Apr. 1979                         |
| 38         | 8         | Ein Porträt von Mary Valone      | A Portrait of Mary Valone         | 6. Nov. 1963         | 9. Sep. 1973                          |
| 39         | 9         | Wer hilft Judd                   | Run Quiet                         | 13. Nov. 1963        | 6. Dez. 1970                          |
| 40         | 10        | Aufenthalt in einer Westernstadt | Stopover in a Western Town        | 27. Nov. 1963        | 5. Sep. 1971                          |
| 41         | 11        | Rache für Molly                  | The Fatal Journey                 | 4. Dez. 1963         | 2. Mai 1971                           |
| 42         | 12        | Die schöne Elena                 | A Time Remembered                 | 11. Dez. 1963        | 15. Aug. 1971                         |
| 43         | 13        | Die Belagerung                   | Siege                             | 18. Dez. 1963        | 26. Mai 1979                          |
| 44         | 14        | -                                | Man of Violence                   | 25. Dez. 1963        |                                       |
| 45         | 15        | -                                | The Invaders                      | 1. Jan. 1964         |                                       |
| 46         | 16        | -                                | Roar from the Mountain            | 8. Jan. 1964         |                                       |
| 47         | 17        | -                                | The Fortunes of J. Jimerson Jones | 15. Jan. 1964        |                                       |
| 48         | 18        | -                                | The Thirty Days of Gavin Heath    | 22. Jan. 1964        |                                       |
| 49         | 19        | Die Geschichte vom Vormann       | The Drifter                       | 29. Jan. 1964        | 3. Jan. 1971                          |
| 50         | 20        | -                                | First to Thine Own Self           | 12. Feb. 1964        |                                       |
| 51         | 21        | -                                | A Matter of Destiny               | 19. Feb. 1964        |                                       |
| 52         | 22        | Jagd auf Trampas                 | Smile of a Dragon                 | 26. Feb. 1964        | 10. Jan. 1971                         |
| 53         | 23        | Eine Falle für den Häuptling     | The Intruders                     | 4. März 1964         | 15. Nov. 1970                         |
| 54         | 24        | Wer ist Matthew Raine?           | Another's Footsteps               | 11. März 1964        | 28. Feb. 1971                         |
| 55         | 25        | Steve wird Vormann               | Rope of Lies                      | 25. März 1964        | 14. Feb. 1971                         |
| 56         | 26        | Das Geheimnis von Brynmar Hall   | The Secret of Brynmar Hall        | 1. Apr. 1964         | 9. Juni 1979                          |
| 57         | 27        | Zu wem gehört Crickett?          | The Long Quest                    | 8. Apr. 1964         | 9. Mai 1971                           |
| 58         | 28        | Trampas holt die Braut           | A Bride for Lars                  | 15. Apr. 1964        | 11. Apr. 1971                         |
| 59         | 29        | Randy gibt nicht auf             | Dark Destiny                      | 29. Apr. 1964        | 4. Juli 1971                          |
| 60         | 30        | Ich heiße Kane                   | A Man Called Kane                 | 6. Mai 1964          | 13. Juni 1971                         |

## Staffel 3
| Nr. (ges.) | Nr. (St.) | Deutscher Titel                      | Originaltitel               | Erstausstrahlung USA | Deutschsprachige Erstausstrahlung (D) |
| ---------- | --------- | ------------------------------------ | --------------------------- | -------------------- | ------------------------------------- |
| 61         | 1         | Die Geschichte von Ryker             | Ryker                       | 16. Sep. 1964        | 26. Sep. 1971                         |
| 62         | 2         | -                                    | Dark Challenge              | 23. Sep. 1964        |                                       |
| 63         | 3         | Der schwarze Hengst                  | The Black Stallion          | 30. Sep. 1964        | 21. Feb. 1971                         |
| 64         | 4         | Besuch auf Shiloh                    | The Hero                    | 7. Okt. 1964         | 8. Nov. 1970                          |
| 65         | 5         | -                                    | Felicity's Spring           | 14. Okt. 1964        |                                       |
| 66         | 6         | Tödlicher als 1000 Schüsse           | The Brazos Kid              | 21. Okt. 1964        | 11. Juli 1971                         |
| 67         | 7         | Auch Millionäre müssen lernen        | Big Image, Little Man       | 28. Okt. 1964        | 21. Nov. 1971                         |
| 68         | 8         | Wie Trampas Vater wurde              | A Father for Toby           | 4. Nov. 1964         | 27. Juni 1971                         |
| 69         | 9         | Geheimauftrag für Steve Hill         | The Girl from Yesterday     | 11. Nov. 1964        | 21. März 1971                         |
| 70         | 10        | -                                    | Return a Stranger           | 18. Nov. 1964        |                                       |
| 71         | 11        | Immer hübsch nach Paragraphen        | All Nice and Legal          | 25. Nov. 1964        | 20. Juni 1971                         |
| 72         | 12        | -                                    | A Gallows for Sam Horn      | 2. Dez. 1964         |                                       |
| 73         | 13        | -                                    | Portrait of a Widow         | 9. Dez. 1964         |                                       |
| 74         | 14        | Rykers großer Irrtum                 | The Payment                 | 16. Dez. 1964        | 4. Aug. 1979                          |
| 75         | 15        | -                                    | A Man of the People         | 23. Dez. 1964        |                                       |
| 76         | 16        | -                                    | The Hour of the Tiger       | 30. Dez. 1964        |                                       |
| 77         | 17        | Der Doppelgänger                     | Two Men Named Laredo        | 6. Jan. 1965         | 21. Juli 1979                         |
| 78         | 18        | -                                    | Hideout                     | 13. Jan. 1965        |                                       |
| 79         | 19        | Sechs Gräber                         | Six Graves at Cripple Creek | 27. Jan. 1965        | 18. Juli 1971                         |
| 80         | 20        | Sturz ins Dunkel                     | Lost Yesterday              | 3. Feb. 1965         | 22. Aug. 1971                         |
| 81         | 21        | Verfolgungsjagd nach El Rito         | A Slight Case of Charity    | 10. Feb. 1965        | 29. Aug. 1971                         |
| 82         | 22        | -                                    | You Take the High Road      | 17. Feb. 1965        |                                       |
| 83         | 23        | -                                    | Shadows of the Past         | 24. Feb. 1965        |                                       |
| 84         | 24        | Ein Riegel zwischen Tod und Freiheit | Legend for a Lawman         | 3. März 1965         | 24. Okt. 1971                         |
| 85         | 25        | Feinde für immer                     | Timberland                  | 10. März 1965        | 25. Juli 1971                         |
| 86         | 26        | Hilfssheriff Trampas                 | Dangerous Road              | 17. März 1965        | 19. Sep. 1971                         |
| 87         | 27        | Der Major und viele Tricks           | Farewell to Honesty         | 24. März 1965        | 8. Aug. 1971                          |
| 88         | 28        | -                                    | The Old Cowboy              | 31. März 1965        |                                       |
| 89         | 29        | Recht oder Terror                    | The Showdown                | 14. Apr. 1965        | 12. Sep. 1971                         |
| 90         | 30        | Der verlorene Zug                    | We've Lost a Train          | 21. Apr. 1965        | 7. Juli 1979                          |

## Staffel 4
| Nr. (ges.) | Nr. (St.) | Deutscher Titel                  | Originaltitel                           | Erstausstrahlung USA | Deutschsprachige Erstausstrahlung (D) |
| ---------- | --------- | -------------------------------- | --------------------------------------- | -------------------- | ------------------------------------- |
| 91         | 1         | -                                | The Brothers                            | 15. Sep. 1965        |                                       |
| 92         | 2         | Die Tercells gegen Shiloh        | Day of the Scorpion                     | 22. Sep. 1965        | 16. Mai 1971                          |
| 93         | 3         | Nachhilfeunterricht              | A Little Learning                       | 29. Sep. 1965        | 25. Apr. 1971                         |
| 94         | 4         | Das Gold am Wasserfall           | The Claim                               | 6. Okt. 1965         | 7. März 1971                          |
| 95         | 5         | Hochzeit im Hause Garth          | The Awakening                           | 13. Okt. 1965        | 10. Okt. 1971                         |
| 96         | 6         | Ring des Schweigens              | Ring of Silence                         | 27. Okt. 1965        | 23. Sep. 1973                         |
| 97         | 7         | Jennifer                         | Jennifer                                | 3. Nov. 1965         | 31. Okt. 1971                         |
| 98         | 8         | -                                | Nobility of Kings                       | 10. Nov. 1965        |                                       |
| 99         | 9         | Eagle Rock entscheidet sich      | Show Me a Hero                          | 17. Nov. 1965        | 14. März 1971                         |
| 100        | 10        | -                                | Beyond the Border                       | 24. Nov. 1965        |                                       |
| 101        | 11        | Der Traum von Stavros Karas      | The Dream of Stavros Karas              | 1. Dez. 1965         | 7. Nov. 1971                          |
| 102        | 12        | Weit ist der Weg nach Laramie    | The Laramie Road                        | 8. Dez. 1965         | 14. Nov. 1971                         |
| 103        | 13        | Sam war der größte               | The Horse Fighter                       | 15. Dez. 1965        | 28. Nov. 1971                         |
| 104        | 14        | Curt Wesleys Geständnis          | Letter of the Law                       | 22. Dez. 1965        | 19. Dez. 1971                         |
| 105        | 15        | Sein Ruhm war keinen Dollar wert | Blaze of Glory                          | 29. Dez. 1965        | 5. Dez. 1971                          |
| 106        | 16        | -                                | Nobody Said Hello                       | 5. Jan. 1966         |                                       |
| 107        | 17        | -                                | Men with Guns                           | 12. Jan. 1966        |                                       |
| 108        | 18        | Benji Davis ist unschuldig       | Long Ride to Wind River                 | 19. Jan. 1966        | 31. Jan. 1971                         |
| 109        | 19        | -                                | Chaff in the Wind                       | 26. Jan. 1966        |                                       |
| 110        | 20        | -                                | The Inchworm's Got No Wings at All      | 2. Feb. 1966         |                                       |
| 111        | 21        | Die Heuschrecken                 | Morgan Starr                            | 9. Feb. 1966         | 18. Aug. 1979                         |
| 112        | 22        | Fremde in der Stadt              | Harvest of Strangers                    | 16. Feb. 1966        | 15. Sep. 1979                         |
| 113        | 23        | Zweihundert harte Meilen         | Ride a Cock-Horse to Laramie Cross      | 23. Feb. 1966        | 20. Dez. 1970                         |
| 114        | 24        | -                                | One Spring Like Long Ago                | 2. März 1966         |                                       |
| 115        | 25        | -                                | The Return of Golden Tom                | 9. März 1966         |                                       |
| 116        | 26        | Ein neuer Job für Randy          | The Wolves Up Front, the Jackals Behind | 23. März 1966        | 17. Okt. 1971                         |
| 117        | 27        | Della Saunders                   | That Saunders Woman                     | 30. März 1966        | 14. Dez. 1971                         |
| 118        | 28        | Mexikanisches Abenteuer          | No Drums, No Trumpets                   | 6. Apr. 1966         | 29. Sep. 1979                         |
| 119        | 29        | Gefährliche Helfer               | A Bald-Faced Boy                        | 13. Apr. 1966        | 2. Jan. 1972                          |
| 120        | 30        | Wie Johnny seinen Anzug bekam    | The Mark of a Man                       | 20. Apr. 1966        | 9. Jan. 1972                          |

## Staffel 5
| Nr. (ges.) | Nr. (St.) | Deutscher Titel                     | Originaltitel                       | Erstausstrahlung USA | Deutschsprachige Erstausstrahlung (D) |
| ---------- | --------- | ----------------------------------- | ----------------------------------- | -------------------- | ------------------------------------- |
| 121        | 1         | Der neue Boss auf Shiloh            | Legacy of Hate                      | 14. Sep. 1966        | 16. Jan. 1972                         |
| 122        | 2         | Ritt nach Delphi                    | Ride to Delphi                      | 21. Sep. 1966        | 23. Jan. 1972                         |
| 123        | 3         | -                                   | The Captive                         | 28. Sep. 1966        |                                       |
| 124        | 4         | Wer hat Bill Dooley erschossen?     | An Echo of Thunder                  | 5. Okt. 1966         | 4. März 1973                          |
| 125        | 5         | Jake Walker ist ein gutter Mensch   | Jacob Was a Plain Man               | 12. Okt. 1966        | 30. Jan. 1972                         |
| 126        | 6         | Gefahr für Trampas                  | The Challenge                       | 19. Okt. 1966        | 6. Feb. 1972                          |
| 127        | 7         | Falsches Spiel                      | Outcast                             | 26. Okt. 1966        | 11. Juni 1972                         |
| 128        | 8         | Ein langer Weg                      | Trail to Ashley Mountain            | 2. Nov. 1966         | 27. Okt. 1979                         |
| 129        | 9         | Marjorie im Wilden Westen           | Deadeye Dick                        | 9. Nov. 1966         | 2. Apr. 1972                          |
| 130        | 10        | Die tote Stadt                      | High Stakes                         | 16. Nov. 1966        | 27. Feb. 1972                         |
| 131        | 11        | Aladin                              | Beloved Outlaw                      | 23. Nov. 1966        | 5. März 1972                          |
| 132        | 12        | Linda                               | Linda                               | 23. Nov. 1966        | 12. März 1972                         |
| 133        | 13        | Jim Boyers Heimkehr                 | The Long Way Home                   | 14. Dez. 1966        | 19. März 1972                         |
| 134        | 14        | Der falsche Weg                     | The Girl on the Glass Mountain      | 28. Dez. 1966        | 26. März 1972                         |
| 135        | 15        | Abgerechnet wird am Schluss         | Vengeance Trail                     | 4. Jan. 1967         | 20. Feb. 1972                         |
| 136        | 16        | -                                   | Sue Ann                             | 11. Jan. 1967        |                                       |
| 137        | 17        | Verlorene Erinnerungen              | Yesterday's Timepiece               | 18. Jan. 1967        | 7. Mai 1972                           |
| 138        | 18        | Der tote Landarzt                   | Requiem for a Country Doctor        | 25. Jan. 1967        | 2. Nov. 1979                          |
| 139        | 19        | Flucht ins Verderben                | The Modoc Kid                       | 1. Feb. 1967         | 23. Apr. 1972                         |
| 140        | 20        | Wettkampf ohne Gnade                | The Gauntlet                        | 8. Feb. 1967         | 16. Apr. 1972                         |
| 141        | 21        | Der feindliche Nachbar              | Without Mercy                       | 15. Feb. 1967        | 30. Apr. 1972                         |
| 142        | 22        | -                                   | Melanie                             | 22. Feb. 1967        |                                       |
| 143        | 23        | Da war der Doktor überrascht        | Doctor Pat                          | 1. März 1967         | 9. Apr. 1972                          |
| 144        | 24        | Alptraum in Fort Killman            | Nightmare at Fort Killman           | 8. März 1967         | 18. Juni 1972                         |
| 145        | 25        | Frank Adams, wehre Dich             | Bitter Harvest                      | 15. März 1967        | 22. Juli 1973                         |
| 146        | 26        | Freundschaftsdienst für einen Toten | A Welcoming Town                    | 22. März 1967        | 22. Dez. 1979                         |
| 147        | 27        | -                                   | The Girl on the Pinto               | 29. März 1967        |                                       |
| 148        | 28        | -                                   | Lady of the House                   | 5. Apr. 1967         |                                       |
| 149        | 29        | Der verlorene Bruder                | The Strange Quest of Claire Bingham | 12. Apr. 1967        | 28. Mai 1972                          |

## Staffel 6
| Nr. (ges.) | Nr. (St.) | Deutscher Titel                     | Originaltitel            | Erstausstrahlung USA | Deutschsprachige Erstausstrahlung (D) |
| ---------- | --------- | ----------------------------------- | ------------------------ | -------------------- | ------------------------------------- |
| 150        | 1         | Das sollst Du mir büßen             | Reckoning                | 13. Sep. 1967        | 18. Juni 1972                         |
| 151        | 2         | Tödliche Vergangenheit              | The Deadly Past          | 20. Sep. 1967        | 27. Mai 1973                          |
| 152        | 3         | Zwei feine Damen                    | The Lady From Wichita    | 27. Sep. 1967        | 21. Mai 1973                          |
| 153        | 4         | Geben Sie den Stern ab, Ryker       | Star Crossed             | 4. Okt. 1967         | 21. Jan. 1973                         |
| 154        | 5         | -                                   | Johnny Moon              | 11. Okt. 1967        |                                       |
| 155        | 6         | Sheriff für zwei Stunden            | The Masquerade           | 18. Okt. 1967        | 13. Feb. 1972                         |
| 156        | 7         | -                                   | Ah Sing vs. Wyoming      | 25. Okt. 1967        |                                       |
| 157        | 8         | Der alte Rächer                     | Bitter Autumn            | 1. Nov. 1967         | 25. Juni 1972                         |
| 158        | 9         | Todesurteil für Trampas             | A Bad Place to Die       | 8. Nov. 1967         | 2. Juli 1972                          |
| 159        | 10        | Eine alte Rechnung wird beglichen   | Paid in Full             | 22. Nov. 1967        | 9. Juli 1972                          |
| 160        | 11        | Mordverdacht                        | To Bear Witness          | 29. Nov. 1967        | 16. Juli 1972                         |
| 161        | 12        | -                                   | The Barren Ground        | 6. Dez. 1967         |                                       |
| 162        | 13        | In Triste wartet der Tod            | Execution at Triste      | 13. Dez. 1967        | 24. Sep. 1972                         |
| 163        | 14        | Vorgeschmack auf Recht und Ordnung  | A Small Taste of Justice | 20. Dez. 1967        | 25. März 1973                         |
| 164        | 15        | Auf Biegen und Brechen              | The Fortress             | 27. Dez. 1967        | 12. Nov. 1972                         |
| 165        | 16        | Der Todeswagen                      | The Death Wagon          | 3. Jan. 1968         | 8. Apr. 1973                          |
| 166        | 17        | Verrat auf Shiloh                   | Jed                      | 10. Jan. 1968        | 6. Aug. 1972                          |
| 167        | 18        | Odysseus und das Muttermal          | With Help from Ulysses   | 17. Jan. 1968        | 10. Juni 1973                         |
| 168        | 19        | Auf Bewährung                       | The Gentle Tamers        | 24. Jan. 1968        | 19. Jan. 1980                         |
| 169        | 20        | Ein Banditenschicksal               | The Good-Hearted Badman  | 7. Feb. 1968         | 13. Aug. 1972                         |
| 170        | 21        | Sandsturm                           | The Hell Wind            | 14. Feb. 1968        | 20. Aug. 1972                         |
| 171        | 22        | Eine Chance für das Großmaul        | The Crooked Path         | 21. Feb. 1968        | 27. Aug. 1972                         |
| 172        | 23        | -                                   | Stacey                   | 28. Feb. 1968        |                                       |
| 173        | 24        | Wer fürchtet sich vorm kleinen Mann | The Handy Man            | 6. März 1968         | 10. Sep. 1972                         |
| 174        | 25        | Sheriff Porter entscheidet sich     | The Decision             | 13. März 1968        | 17. Sep. 1972                         |
| 175        | 26        | -                                   | Seth                     | 20. März 1968        |                                       |

## Staffel 7
| Nr. (ges.) | Nr. (St.) | Deutscher Titel                        | Originaltitel                     | Erstausstrahlung USA | Deutschsprachige Erstausstrahlung (D) |
| ---------- | --------- | -------------------------------------- | --------------------------------- | -------------------- | ------------------------------------- |
| 176        | 1         | Cowboy David                           | The Saddle Warmer                 | 18. Sep. 1968        | 1. Okt. 1972                          |
| 177        | 2         | -                                      | Silver Image                      | 25. Sep. 1968        |                                       |
| 178        | 3         | Tim Bradburrys Irrtum                  | The Orchard                       | 2. Okt. 1968         | 8. Okt. 1972                          |
| 179        | 4         | -                                      | A Vision of Blindness             | 9. Okt. 1968         |                                       |
| 180        | 5         | -                                      | The Wind of Outrage               | 16. Okt. 1968        |                                       |
| 181        | 6         | Das Bild auf dem Steckbrief            | Image of an Outlaw                | 23. Okt. 1968        | 15. Okt. 1972                         |
| 182        | 7         | Wohin Nai’be                           | The Heritage                      | 30. Okt. 1968        | 15. Apr. 1973                         |
| 183        | 8         | Jagd auf ein Phantom                   | Ride to Misadventure              | 6. Nov. 1968         | 22. Okt. 1972                         |
| 184        | 9         | Der Staudamm                           | The Storm Gate                    | 13. Nov. 1968        | 18. März 1973                         |
| 185        | 10        | -                                      | The Dark Corridor                 | 27. Nov. 1968        |                                       |
| 186        | 11        | Der Pferdedieb                         | The Mustangers                    | 4. Dez. 1968         | 12. Aug. 1973                         |
| 187        | 12        | Gefährlicher Ehrgeiz                   | Nora                              | 11. Dez. 1968        | 29. Apr. 1973                         |
| 188        | 13        | Verliebe dich oft, verlobe dich selten | Big Tiny                          | 18. Dez. 1968        | 3. Dez. 1972                          |
| 189        | 14        | Vier Stunden Aufenthalt                | Stopover                          | 8. Jan. 1969         | 13. Dez. 1970                         |
| 190        | 15        | Auf David wartet der Tod               | Death Wait                        | 15. Jan. 1969        | 24. Juni 1973                         |
| 191        | 16        | Der Mann mit der Brille                | Last Grave at Socorro Creek       | 22. Jan. 1969        | 5. Nov. 1972                          |
| 192        | 17        | Eine Flut von Verbrechen               | Crime Wave at Buffalo Springs     | 29. Jan. 1969        | 31. Dez. 1972                         |
| 193        | 18        | Tödlicher Dank                         | The Price of Love                 | 12. Feb. 1969        | 29. Okt. 1972                         |
| 194        | 19        | Scott Austin werde hart                | The Ordeal                        | 19. Feb. 1969        | 30. Juli 1972                         |
| 195        | 20        | Der Traum vom eigenen Land             | The Land Dreamer                  | 26. Feb. 1969        | 25. Feb. 1973                         |
| 196        | 21        | Eileen                                 | Eileen                            | 5. März 1969         | 10. Dez. 1972                         |
| 197        | 22        | Trampas reist gefährärlich             | Incident at Diablo Crossing       | 12. März 1969        | 28. Jan. 1973                         |
| 198        | 23        | Unwetter über Shiloh                   | Storm Over Shiloh                 | 19. März 1969        | 11. März 1973                         |
| 199        | 24        | Die Gedankenleserin                    | The Girl in the Shadows           | 26. März 1969        | 26. Nov. 1972                         |
| 200        | 25        | Luke Nichols und die Witwe McCloud     | Fox, Hound, and the Widow McCloud | 2. Apr. 1969         | 23. Juli 1972                         |
| 201        | 26        | Fremde sind verdächtig                 | The Stranger                      | 9. Apr. 1969         | 7. Jan. 1973                          |

## Staffel 8
| Nr. (ges.) | Nr. (St.) | Deutscher Titel                                   | Originaltitel                    | Erstausstrahlung USA | Deutschsprachige Erstausstrahlung (D) |
| ---------- | --------- | ------------------------------------------------- | -------------------------------- | -------------------- | ------------------------------------- |
| 202        | 1         | -                                                 | Long Ride Home                   | 17. Sep. 1969        |                                       |
| 203        | 2         | Blind ins Verderben                               | A Flash of Darkness              | 24. Sep. 1969        | 1. Juli 1973                          |
| 204        | 3         | Urlaub aus der Hölle (Kluge Cowboys leben länger) | Halfway Back from Hell           | 1. Okt. 1969         | 14. Jan. 1973                         |
| 205        | 4         | -                                                 | The Power Seekers                | 8. Okt. 1969         |                                       |
| 206        | 5         | Jim Horn und die Nachbarin                        | The Family Man                   | 15. Okt. 1969        | 14. Mai 1972                          |
| 207        | 6         | Eine Heimat für Hoot Callahan                     | The Runaway Boy                  | 22. Okt. 1969        | 17. Dez. 1972                         |
| 208        | 7         | -                                                 | A Love to Remember               | 29. Okt. 1969        |                                       |
| 209        | 8         | Trampas muss herhalten                            | The Substitute                   | 5. Nov. 1969         | 4. Feb. 1973                          |
| 210        | 9         | -                                                 | The Bugler                       | 19. Nov. 1969        |                                       |
| 211        | 10        | Der Banditenjäger                                 | Home to Methuselah               | 26. Nov. 1969        | 11. Feb. 1973                         |
| 212        | 11        | -                                                 | A Touch of Hands                 | 3. Dez. 1969         |                                       |
| 213        | 12        | Jim Horn gibt nicht auf                           | Journey to Scathelock            | 10. Dez. 1969        | 18. Feb. 1973                         |
| 214        | 13        | -                                                 | A Woman of Stone                 | 17. Dez. 1969        |                                       |
| 215        | 14        | -                                                 | Black Jade                       | 31. Dez. 1969        |                                       |
| 216        | 15        | Trampas und die Lady                              | You Can Lead a Horse to Water    | 7. Jan. 1970         | 22. Apr. 1973                         |
| 217        | 16        | Alptraum                                          | Nightmare                        | 21. Jan. 1970        | 28. Juni 1980                         |
| 218        | 17        | Das große Feuer                                   | Holocaust (aka The Shiloh Years) | 28. Jan. 1970        |                                       |
| 219        | 18        | -                                                 | Train of Darkness                | 4. Feb. 1970         |                                       |
| 220        | 19        | -                                                 | A Time of Terror                 | 11. Feb. 1970        |                                       |
| 221        | 20        | -                                                 | No War for the Warrior           | 18. Feb. 1970        |                                       |
| 222        | 21        | Der Mann im Schacht                               | A King's Ransom                  | 25. Feb. 1970        | 1. Apr. 1973                          |
| 223        | 22        | Bezahlen Sie, Mr. Grainger                        | The Sins of the Fathers          | 4. März 1970         | ???                                   |
| 224        | 23        | Reicher Mann, Armer Mann                          | Rich Man, Poor Man               | 11. März 1970        | 13. Mai 1973                          |
| 225        | 24        | -                                                 | The Gift                         | 18. März 1970        | 19. Apr. 1980                         |

## Staffel 9
| Nr. (ges.) | Nr. (St.) | Deutscher Titel                  | Originaltitel                      | Erstausstrahlung USA | Deutschsprachige Erstausstrahlung (D) |
| ---------- | --------- | -------------------------------- | ---------------------------------- | -------------------- | ------------------------------------- |
| 226        | 1         | Ein unbequemer Herr aus England  | The West vs. Colonel MacKenzie     | 16. Sep. 1970        | 8. Juli 1973                          |
| 227        | 2         | Ein Bräutigam zu viel            | The Best Man                       | 23. Sep. 1970        | 5. Aug. 1973                          |
| 228        | 3         | Jenny                            | Jenny                              | 30. Sep. 1970        | 3. Juni 1973                          |
| 229        | 4         | Kapitän Trampas                  | With Love, Bullets, and Valentines | 7. Okt. 1970         | 15. Juli 1973                         |
| 230        | 5         | Der geheimnisvolle Mr. Tate      | The Mysterious Mr. Tate            | 14. Okt. 1970        | 29. Juli 1973                         |
| 231        | 6         | Die Brüder Garvey                | Gun Quest                          | 21. Okt. 1970        | 20. Mai 1973                          |
| 232        | 7         | -                                | Crooked Corner                     | 28. Okt. 1970        |                                       |
| 233        | 8         | Ein folgenschweres Pokerspiel    | Lady at the Bar                    | 4. Nov. 1970         | 19. Aug. 1973                         |
| 234        | 9         | Ein Galgen für den Doktor        | The Price of the Hanging           | 11. Nov. 1970        | 30. Aug. 1980                         |
| 235        | 10        | -                                | Experiment at New Life             | 18. Nov. 1970        |                                       |
| 236        | 11        | Der Revolver                     | Follow the Leader                  | 2. Dez. 1970         | 27. Sep. 1980                         |
| 237        | 12        | Der spannende Zeitungsartikel    | Last of the Comancheros            | 9. Dez. 1970         | 30. Sep. 1973                         |
| 238        | 13        | -                                | Hannah                             | 30. Dez. 1970        |                                       |
| 239        | 14        | -                                | Nan Allen                          | 6. Jan. 1971         |                                       |
| 240        | 15        | Ranch zu verkaufen               | The Politician                     | 13. Jan. 1971        | 17. Juni 1973                         |
| 241        | 16        | Roy Tate und der Taubstumme      | The Animal                         | 20. Jan. 1971        | 2. Sep. 1973                          |
| 242        | 17        | -                                | The Legacy of Spencer Flats        | 27. Jan. 1971        |                                       |
| 243        | 18        | -                                | The Angus Killer                   | 10. Feb. 1971        |                                       |
| 244        | 19        | -                                | Flight from Memory                 | 17. Feb. 1971        |                                       |
| 245        | 20        | Treibjagd auf Tate               | Tate, Ramrod                       | 24. Feb. 1971        | 16. Sep. 1973                         |
| 246        | 21        | Held oder Feigling               | The Regimental Line                | 3. März 1971         | 8. Nov. 1980                          |
| 247        | 22        | Ben Hunters Schreckensherrschaft | The Town Killer                    | 10. März 1971        | 6. Mai 1973                           |
| 248        | 23        | MacKenzie und der Wolf           | Wolf Track                         | 17. März 1971        | 26. Aug. 1973                         |
| 249        | 24        | –                                | Jump-Up                            | 24. März 1971        |                                       |